# Не угаснет надежда
«Не угаснет надежда» (англ. All Is Lost — «Всё пропало») — камерный низкобюджетный приключенческий кинофильм режиссёра Джей Си Чендора, премьера которого состоялась в рамках внеконкурсной программы 66-го Каннского кинофестиваля. В широкий американский прокат фильм вышел в октябре 2013 года, дата премьеры в России под эгидой дистрибьютора UPI — 16 января 2014 года. Единственную роль в картине исполняет Роберт Редфорд.
Специфическая особенность ленты — практически абсолютная бессловесность, в ней полностью отсутствуют диалоги, а герой Редфорда лишь изредка матерится и разговаривает сам с собой. Актёр являлся фаворитом гонки за «Оскар» в номинации «Лучшая мужская роль», но в итоге так и не вошёл в шорт-лист. Картина была удостоена премии «Золотой глобус» за лучшую музыку (Алекс Эберт) и номинирована за лучшую мужскую роль в драме (Редфорд).

## Сюжет
Фильм открывается голосом героя Роберта Редфорда — «его», достаточно обеспеченного и уже очень немолодого человека, главного и единственного героя картины. Он повторяет в уме текст письма своей семье о том, что совсем недавно он попал в самое захватывающее и жуткое приключение в своей долгой жизни, с трудом боролся за неё, но теперь «всё пропало».
С помощью флэшбека Чендор показывает зрителю то, что произошло с ним восемью днями ранее. На борту своей 12-метровой яхты, на которой он отплывает далеко в открытый океан, герой терпит кораблекрушение — выпавший в шторм за борт контейнеровоза металлический контейнер с китайскими кроссовками, дрейфующий в океане, пробивает борт его лодки, образуется течь, через которую судно стремительно заполняется водой. Опытный яхтсмен применяет весь свой многолетний запас навыков и умений, он прилагает все усилия, дабы остаться в живых. Рация погублена морской водой, связь с внешним миром отсутствует. Плачевное положение героя усугубляется, когда ночью на едва держащуюся на плаву яхту обрушивается мощнейший шторм.
Буйство стихии окончательно добивает разваливающееся на куски судёнышко. Он берёт с собой только самые нужные вещи и успевает перебраться на надувной спасательный плот. Запасов еды не осталось совсем, а питьевая вода смешалась с морской. Он замечает, что вдобавок ко всему его плот преследует стая акул. Иногда мимо проходят суда, но никто не замечает неяркого света аварийных сигнальных огней маленького плота.
На восьмой день борьбы за жизнь он пишет письмо семье (с зачитывания фрагмента которого начинался фильм), помещает его в стеклянную банку и выбрасывает за борт. Ночью он видит вдали источник света — предположительно, ещё одно судно. Прямо на плоту он поджигает все бумаги, что есть под рукой, и разжигает костёр. Огонь выходит из под контроля и раскидывается на весь плот. Он прыгает в воду, но обнаруживает, что уже слишком слаб, чтобы плыть. В конце концов он сдаётся и просто разрешает себе утонуть.
Но, уже погрузившись довольно глубоко, он неожиданно видит сквозь воду огни фонарей рыбацкого катера, экипаж которого заметил его догорающий плот. Он из последних сил поворачивает обратно, наверх, к поверхности, и протягивает руку навстречу руке, тянущейся сверху.

## Создание
В 2011 году на мировые экраны вышел дебютный проект молодого постановщика Джей Си Чендора — финансовый триллер «Предел риска», в котором был задействован целый ансамбль ведущих голливудских звёзд, включая Кевина Спейси, Джереми Айронса и Пола Беттани. Успех низкобюджетной картины (киноакадемики даже отметили её номинацией на «Оскар» за лучший оригинальный сценарий, написанный самим Чендором) сподвиг режиссёра приступить к созданию своего второго фильма.
Чендор не скрывал, что ключевым источником вдохновения для него при написании сценария выступила классическая повесть Эрнеста Хемингуэя «Старик и море». Помимо этого, на место действия «Не угаснет надежда» повлияла и среда обитания, в которой вырос режиссёр — корабли, лодки и парусники: «Я уже давно хотел снять триллер, действие которого будет происходить в открытом море» — рассказывал он. По его признанию, работать без диалогов было «необычно».
С исполнителем единственной роли Робертом Редфордом Чендор познакомился на кинофестивале независимого кино «Сандэнс», где постановщик тогда презентовал свой дебют «Предел риска». Артист говорил:
Это был большой вызов, играть в одиночку, без поддержки, без диалогов, без слов; вызов, который мне как актёру был очень интересен. Я хотел полностью отдаться воле режиссёра. Я настолько доверился Джей Си Чендору, что просто поддался ему и совершенно расслабился.
Чендор отмечал, что без музыки певца и композитора Алекса Эберта не было бы и самого фильма: «Она постепенно нарастает и сопутствует надежде зрителя. Она дополняет историю. Музыка отражает жизнь персонажа, и благодаря ей зритель ассоциирует себя с ним».
Съёмки картины проходили с июня по август 2012 года в мексиканском городе Росарито, в тех же местах, где снимался легендарный «Титаник».

## Отзывы
Будучи презентованной на набережной Круазет в мае 2013 года, картина Чендора вызвала интерес ещё на стадии разработки из-за своей уникальности: один артист, минимум слов, камерное действие (открытое море). Уже на Каннском смотре журналисты сообщали о невероятной работе Редфорда: по мнению многих, маститый актёр, 77-летняя легенда Голливуда, сыграл здесь едва ли не лучшую роль в своей продолжительной и успешной карьере.
После выхода в широкий американский прокат в октябре тёплый приём повторился: рейтинг фильма на агрегаторе Rotten Tomatoes составляет 94 %. Вердикт редакции сайта гласит: «Скреплённый очередным потрясающим перевоплощением, фильм „Не угаснет надежда“ представляет собой волнующее, чрезвычайно стоящее свидетельство способности Роберта Редфорда удерживать [зрителей] у экрана».

## Награды
| Награды и номинации            | Награды и номинации           | Награды и номинации                                                         | Награды и номинации | Награды и номинации |
| Награда                        | Категория                     | Номинант                                                                    | Результат           |                     |
| ------------------------------ | ----------------------------- | --------------------------------------------------------------------------- | ------------------- | ------------------- |
| Нью-Йоркский кинофестиваль     | «Лучший фильм»                |                                                                             | Номинация           |                     |
| «Готэм»                        | «Лучший актёр»                | Роберт Редфорд                                                              | Номинация           |                     |
| «Независимый дух»              | «Лучший фильм»                |                                                                             | Номинация           |                     |
| «Независимый дух»              | «Лучшая режиссёрская работа»  | Джей Си Чендор                                                              | Номинация           |                     |
| «Независимый дух»              | «Лучшая мужская роль»         | Роберт Редфорд                                                              | Номинация           |                     |
| «Независимый дух»              | «Лучшая операторская работа»  | Фрэнк Дж. Демарко                                                           | Номинация           |                     |
| «Спутник»                      | «Лучший фильм»                |                                                                             | Номинация           |                     |
| «Спутник»                      | «Лучшая мужская роль»         | Роберт Редфорд                                                              | Номинация           |                     |
| «Спутник»                      | «Лучшие визуальные эффекты»   |                                                                             | Номинация           |                     |
| «Спутник»                      | «Лучший звук»                 |                                                                             | Номинация           |                     |
| Круг кинокритиков Нью-Йорка    | «Лучшая мужская роль»         | Роберт Редфорд                                                              | Победа              |                     |
| Премия Гильдии киноактёров США | «Лучший каскадёрский состав»  | Джейк Ломбард, Марк Норби                                                   | Номинация           |                     |
| «Золотой глобус»               | «Лучшая мужская роль — драма» | Роберт Редфорд                                                              | Номинация           |                     |
| «Золотой глобус»               | «Лучшая музыка»               | Алекс Эберт                                                                 | Победа              |                     |
| «Выбор критиков»               | «Лучший актёр»                | Роберт Редфорд                                                              | Номинация           |                     |
| BAFTA                          | «Лучший звук»                 | Стив Бёддекер, Ричард Гимнс, Брэндон Проктор, Мика Блумберг, Джиллиан Артур | Номинация           |                     |
| «Оскар»                        | «Лучший звуковой монтаж»      | Стив Бёддекер, Ричард Гимнс                                                 | Номинация           |                     |